# Dunkerton
Dunkerton és una població dels Estats Units a l'estat d'Iowa. Segons el cens del 2000 tenia 749 habitants.

## Demografia
Segons el cens del 2000, Dunkerton tenia 749 habitants, 269 habitatges, i 206 famílies. La densitat de població era de 307,6 habitants/km².
Dels 269 habitatges en un 41,6% hi vivien nens de menys de 18 anys, en un 66,2% hi vivien parelles casades, en un 7,8% dones solteres, i en un 23,4% no eren unitats familiars. En el 19% dels habitatges hi vivien persones soles el 8,2% de les quals corresponia a persones de 65 anys o més que vivien soles. El nombre mitjà de persones vivint en cada habitatge era de 2,78 i el nombre mitjà de persones que vivien en cada família era de 3,18.
Per edats la població es repartia de la següent manera: un 29% tenia menys de 18 anys, un 8,9% entre 18 i 24, un 30,4% entre 25 i 44, un 23,4% de 45 a 60 i un 8,3% 65 anys o més.
L'edat mediana era de 33 anys. Per cada 100 dones de 18 o més anys hi havia 102,3 homes.
La renda mediana per habitatge era de 41.771 $ i la renda mediana per família de 48.229 $. Els homes tenien una renda mediana de 31.083 $ mentre que les dones 24.167 $. La renda per capita de la població era de 15.863 $. Entorn del 4,4% de les famílies i el 5,9% de la població estaven per davall del llindar de pobresa.

## Poblacions més properes
El següent diagrama mostra les poblacions més properes.